# Ahuti Prasad
Ahuti Prasad (ur. 2 stycznia 1958 w Kodurze, zm. 4 stycznia 2015 w Hajdarabadzie) – indyjski aktor Tollywoodu.

## Kariera aktorska (wybrana)
- Vikram, 1986
- Assembly Rowdy, 1991
- Super Police, 1994
- Kalisundam Raa, 2000
- Samanyudu, 2006
- Siddu from Sikakulam, 2008
- Wanted, 2011
- Nagaram Nidrapotunna Vela, 2011
- Bejawada, 2011
- Greeku Veerudu, 2013
- Attarintiki Daredi, 2013
- Doosukeltha, 2013
- Rowdy Fellow, 2014